# Jerry Leaf
Jerry Donnell Leaf (ur. 4 kwietnia 1941, zm. 10 lipca 1991) – wiceprezes i dyrektor organizacji krionicznej Alcor Life Extension Foundation, a także prezes firmy oferującej usługi krioniczne Cryovita, Inc., aż do swojej krioprezerwacji w Alcor w wyniku ataku serca w 1991.
Leaf walczył w operacjach specjalnych w wojnie wietnamskiej. Pracował też jako badacz kardiotorakochirurgii w UCLA School of Medicine, będąc współautorem ponad 20 prac naukowych w laboratorium dr Geralda Buckberga.
W późnych latach 70. oraz 80., Leaf spowodował duże zmiany w praktyce krioniki wnosząc swoją wiedzę medyczną i wprowadzając technologie i procedury torakochirurgii, zwłaszcza bypassu sercowo-płucnego, w celu poprawy dostępu do naczyń krwionośnych i zabiegów podtrzymywania życia u pacjentów krionicznych. Leaf brał udział w pierwszych eksperymentach przeprowadzanych przez organizację krioniczną. Najbardziej znany jest z wynalezienia (wraz z Mikiem Darwinem substytutu krwi zdolnego podtrzymywać życie u psów przez cztery godziny w temperaturze bliskiej zamarzania. Leaf kierował zespołem przeprowadzającym krioprezerwacje w Alcor i uczestniczył w krioprezerwacjach wielu pacjentów Alcor.

## Laboratoria Cryovita
W 1978, mając za sobą doświadczenia wykładowcy chirurgii jako badacz w UCLA, Leaf założył Cryovita Laboratories. Cryovita była organizacją for-profit, oferującą usługi krioprezerwacji i która stała się pierwszą siedzibą Alcor w latach 80.; tam też, od roku 1982, przechowywano pierwszego pacjenta krionicznego, Jamesa Bedforda.
W tym czasie Leaf przeprowadził też (wraz z Michaelem Darwinem) serię doświadczeń hypothermii, w których psy były resuscytowane bez mierzalnych deficytów neurologicznych, po spędzeniu godzin w głębokiej hypotermii, zaledwie kilka stopni powyżej 0 °C. Substytut krwi, wynaleziony dzięki tym eksperymentom, stał się podstawą płukanki używanej potem przez Alcor. Wspólnie Leaf i Darwin ustanowili model czuwania przy umierającym i transportu (standby-transport model) ludzkich pacjentów krionicznych, w celu rozpoczęcia interwencji natychmiast po zatrzymaniu akcji serca i zminimalizowania uszkodzeń związanych z niedokrwieniem, "złoty standard" technologii owych czasów, kiedy to wątroba pacjenta była uważana za przeszczepialną jeszcze w dwa dni po zgonie.
W 1991 Leaf i Darwin przenieśli prof. Bedforda, pierwszego człowieka poddanego krioprezerwacji, do bardziej technologicznie zaawansowanego dewara w Alcor i mieli okazję zbadać stan jego ciała.
W latach 80., jako członek Society for Cryobiology, Leaf sprzeciwił się poprawce statutu stowarzyszenia mającej zapobiec krionikom bycia członkami stowarzyszenia. Sprzeciw okazał się nieskuteczny, i pomimo że w latach 60. stowarzyszenie pomagało we wczesnej fazie rozwoju krioniki, obecnie zabroniło osobom chcącym poddać się krioprezerwacji bycia członkami stowarzyszenia.
Pomimo braku wcześniejszych powikłań kardiologicznych, w 1991 Leaf doznał śmiertelnego ataku serca i został poddany krioprezerwacji przez Alcor.
Po dziś dzień Alcor jest jedyną organizacją krioniczną, która oferuje czuwanie przy umierającym używając metody Leafa i Darwina.